# Творческий работник
Творческий работник — физическое лицо, которое создаёт или интерпретирует культурные ценности, считает собственную творческую деятельность неотъемлемой частью своей жизни, признано или требует признания в качестве творческого работника, независимо от того, связано оно или нет трудовыми соглашениями и является или нет членом какой-либо ассоциации творческих работников (к числу творческих работников относятся лица, причисленные к таковым Всемирной конвенцией об авторском праве, Бернской конвенцией об охране произведений литературы и искусства, Римской конвенцией об охране прав артистов — исполнителей, производителей фонограмм и работников органов радиовещания) (ст.3 Основ законодательства РФ о культуре).